# Komisariat Straży Celnej „Rybnik”

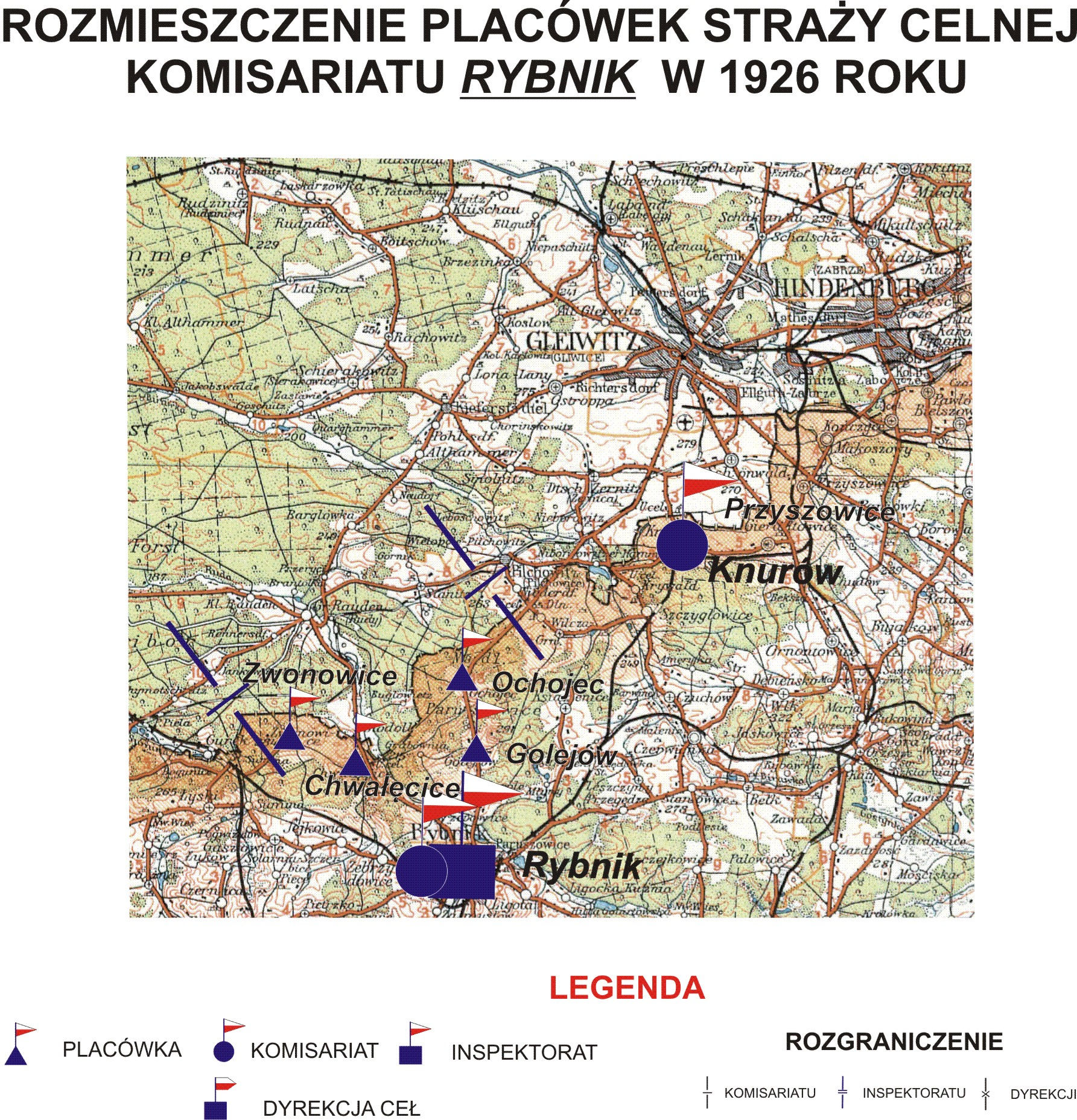
Rozmieszczenie placówek SC Komisariatu Rybnik w 1926 r.

Komisariat Straży Celnej „Rybnik” – jednostka organizacyjna Straży Celnej pełniąca służbę ochronną na granicy polsko-niemieckiej w latach 1922–1928.

## Formowanie i zmiany organizacyjne
Na wniosek Ministerstwa Skarbu, uchwałą z 10 marca 1920 roku, powołano do życia Straż Celną. Od połowy 1921 roku jednostki Straży Celnej rozpoczęły przejmowanie odcinków granicy od pododdziałów Batalionów Celnych. Proces tworzenia Straży Celnej trwał do końca 1922 roku. Komisariat Straży Celnej „Rybnik”, wraz ze swoimi placówkami granicznymi, wszedł w podporządkowanie Inspektoratu Straży Celnej „Rybnik”.
Początek działalności Straży Celnej na Śląsku datuje się na dzień 15 czerwca 1922 roku. W tym dniu polscy strażnicy celni w zielonych mundurach i rogatywkach wkroczyli  na ziemia  przyznane Polsce. W nocy z 16 na 19 czerwca 1922 roku Straż Celna przejęła ochronę granicy polsko-niemieckiej na Śląsku. W ramach Inspektoratu Straży Celnej „Rybnik” zorganizowany został komisariat Straży Celnej „Rybnik”. Pierwszym kierownikiem komisariatu był komisarz Franciszek Hessek. W lutym 1925 roku placówka SC „Zwonowice” została przesunięta z komisariatu „Lyski” do komisariatu „Rybnik”, a placówka Wilcza dolina z komisariatu „Rybnik” do komisariatu „Knurów{”.
Siedziba komisariatu znajdowała się w Rybniku, a od grudnia 1926 roku przeniesiono ją bliżej granicy do Orzepowic. Tam funkcjonowała się do 30 kwietnia 1928 roku. Nie wiązało się to jednak ze zmianą nazwy komisariatu.
W drugiej połowie 1927 roku przystąpiono do gruntownej reorganizacji Straży Celnej. W praktyce skutkowało to rozwiązaniem tej formacji granicznej. Rozporządzeniem Prezydenta Rzeczypospolitej Polskiej Ignacego Mościckiego z 22 marca 1928 roku w jej miejsce powoływano z dniem 2 kwietnia 1928 roku Straż Graniczną.

## Służba graniczna
Sąsiednie komisariaty
- komisariat Straży Celnej „Knurów”  ⇔ komisariat Straży Celnej „Lyski” − 1926

## Struktura organizacyjna
Organizacja komisariatu według kronik
- placówka Straży Celnej „Wilcza Dolina” (Wilcza Dolna)[11]
- placówka Straży Celnej „Ochojec”
- placówka Straży Celnej  „Golejów”
- placówka Straży Celnej „Zwonowice”

Z czasem do komisariatu przydzielono placówki „Sumina” i „Bogunice”, a zabrano placówkę „Wilcza Dolina”. Jako zbyteczne rozwiązano placówki w Golejowie i w Zwonowicach. Placówka „Wilcza Dolina” wróciła do komisariatu w 1930 roku.
Organizacja komisariatu w 1926 roku:
- komenda – Rybnik
- placówka Straży Celnej „Zwonowice”
- placówka Straży Celnej „Chwałęcice”
- placówka Straży Celnej „Golejów”
- placówka Straży Celnej „Ochojec”